# Aloes niski

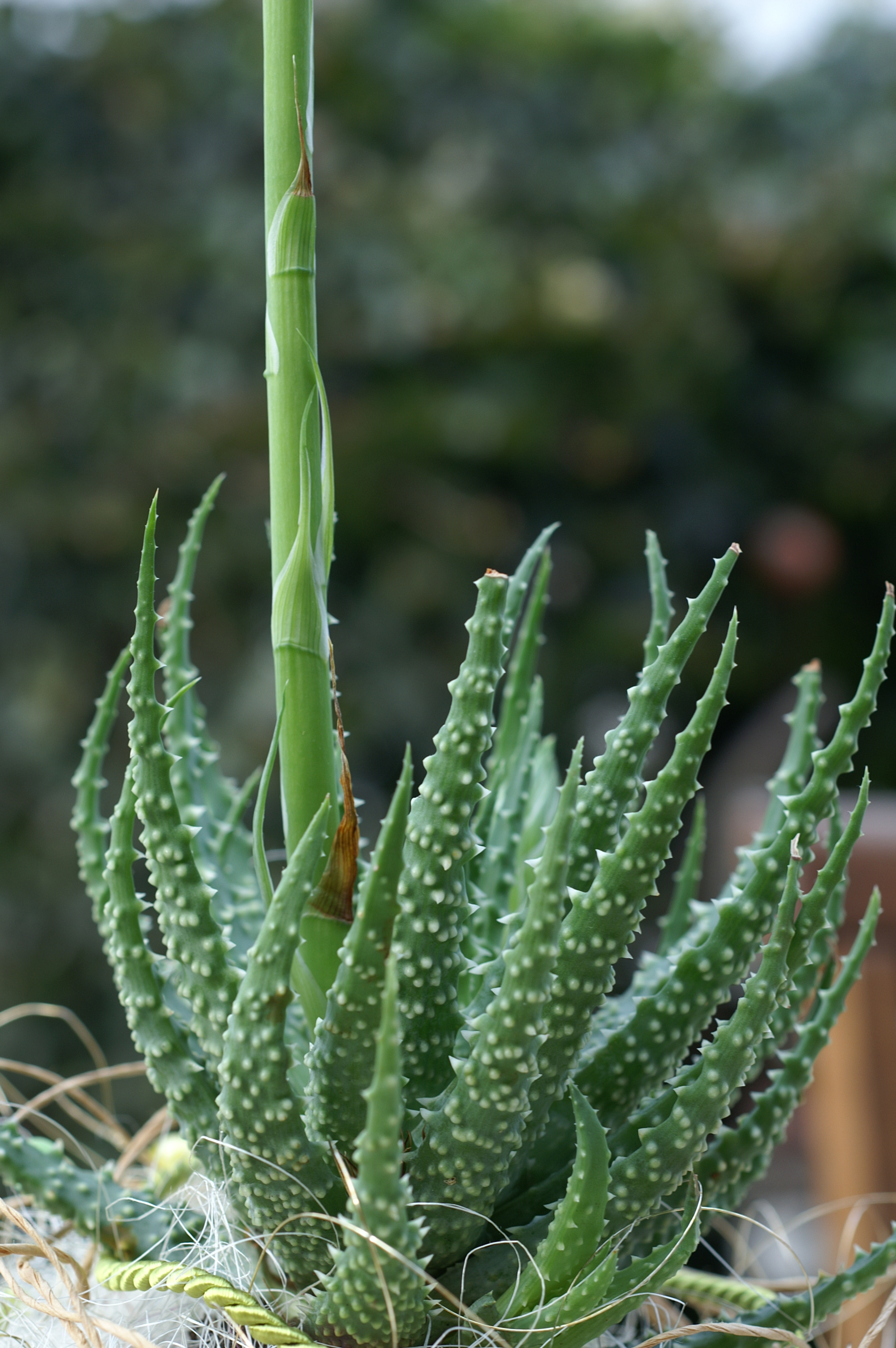
Rozetka liściowa i nasada pędu kwiatostanowego

Aloes niski (Aloe humilis (L.) Mill.) – gatunek naziemnopączkowej rośliny gruboszowatej, pochodzący z Kraju Przylądkowego, introdukowany do Francji, Algierii i Maroka.

## Morfologia
Rośliny bezłodygowe, tworzące kępy. Różyczka liściowa, o średnicy około 6 cm, składa się z 20–30 zielono-sinych liści o długości 10 cm i szerokości 1,2–1,8 cm, wzniesionych lub zakrzywionych, jajowato-lancetowatych, o bardzo ostrych wierzchołkach, po obu stronach pokrytych guzkami i miękkimi, białymi kolcami oraz brzegach pokrytych białymi, miękkimi ząbkami o długości 2–3 mm. Kwiaty zebrane w gronowaty, cylindryczny kwiatostan o długości 10 cm, który wyrasta na pędzie kwiatostanowym ponad rozetę liściową. Szypułki i podsadki o długości około 3 cm. Okwiat pojedynczy, cylindryczny, lekko wybrzuszony w środkowej części, o długości 3,5–4,2 cm, pomarańczowo-czerwony do pomarańczowego. Listki okwiatu wolne na długości 2,3–2,8 mm. Pręciki i szyjka słupka ledwie wystają ponad brzeg okwiatu. Kwitnie wiosną. Często tworzy mieszańce z innymi gatunkami aloesu. 

## Nazewnictwo
Synonimy nomenklatoryczne
- Aloe perfoliata var. humilis L. – bazonim
- Catevala humilis (L.) Medik.

Synonimy taksonomiczne
- Aloe verrucosospinosa All.
- Aloe perfoliata var. suberecta Aiton
- Aloe virens var. macilenta Baker
- Aloe humilis var. incurvata Haw.
- Aloe suberecta (Aiton) Haw.
- Aloe tuberculata Haw.
- Aloe virens Haw.
- Aloe echinata Willd.
- Aloe acuminata Haw.
- Aloe incurva (Haw.) Haw.
- Aloe acuminata var. major Salm-Dyck
- Aloe humilis subvar. semiguttata Haw.
- Aloe subtuberculata Haw.
- Aloe humilis var. suberecta (Aiton) Baker
- Aloe humilis subvar. minor Salm-Dyck
- Aloe humilis var. acuminata Baker
- Aloe humilis var. candollei Baker
- Aloe humilis var. macilenta Baker
- Aloe macilenta (Baker) G.Nicholson
- Aloe humilis var. echinata (Willd.) Baker
- Aloe humilis var. subtuberculata (Haw.) Baker
- Haworthia ferox Poelln.
- Haworthia fasciata var. armata Poelln.

## Ochrona
Aloes niski jest uwzględniony w Załączniku II Konwencji Waszyngtońskiej (CITES) ze znakiem #1. Handel roślinami tego gatunku, pozyskanymi ze stanowisk naturalnych, jest zabroniony. 

## Zastosowanie
Roślina uprawiana jako roślina doniczkowa, a w krajach o ciepłym klimacie również ogrodowa.